# Bakery Basket Piacenza 2022-2023
Questa voce raccoglie le informazioni riguardanti la Bakery Basket Piacenza nelle competizioni ufficiali della stagione 2022-2023.

## Stagione
La stagione 2022-2023 della Bakery Basket Piacenza sponsorizzata Bakery, è la 6ª stagione nella terza serie italiana, la Serie B.

## Formula
La Stagione regolare prevede quattro gironi da 16 squadre, turno di andata e ritorno. Al termine:
- le prime 4 di ogni girone accedono a 4 tabelloni playoff da 4 squadre ciascuno, su due turni. Le vincenti passano ad un concentramento in campo neutro, con girone all’italiana: al termine delle 3 gare, le prime due classificate sono promosse in A2 2023/2024.
- le squadre classificate dal 5º al 12º posto accedono ad un turno unico al meglio delle 5 gare (5-12, 6-11, 7-10, 8-9): le vincenti accedono alla nuova Serie B, le altre si riposizionano in Serie C Interregionale.
- Scendono direttamente in Serie C Interregionale le squadre che al termine della stagione regolare si classificano dal 13º al 16º posto.

## Roster
| Pallacanestro Piacentina 2022-2023 | Pallacanestro Piacentina 2022-2023 |
| Giocatori                          | Staff tecnico                      |
| ---------------------------------- | ---------------------------------- |

| N. | Naz.               | Ruolo | Nome                     | Anno | Alt.   | Peso   |  |
| -- | ------------------ | ----- | ------------------------ | ---- | ------ | ------ |  |
| 0  | Italia (bandiera)  | A     | Riccardo Agbortabi       | 2000 | 200 cm | 95 kg  |  |
| 1  | Italia (bandiera)  | G     | Lorenzo Passoni          | 1997 | 197 cm | 77 kg  |  |
| 6  | Italia (bandiera)  | A     | Simone Angelucci         | 1998 | 198 cm | 92 kg  |  |
| 7  | Estonia (bandiera) | G     | Kirill Korsunov          | 2000 | 201 cm | 95 kg  |  |
| 8  | Italia (bandiera)  | G     | Zakaria El Agbani        | 2001 | 186 cm | 90 kg  |  |
| 9  | Italia (bandiera)  | G     | Umberto Livelli          | 1999 | 180 cm | 82 kg  |  |
| 10 | Italia (bandiera)  | A     | Matteo Balestra          | 2003 | 195 cm | 80 kg  |  |
| 11 | Italia (bandiera)  | P     | Stefano Carone           | 2004 | 180 cm | 74 kg  |  |
| 12 | Italia (bandiera)  | P     | Samuele Ringressi        | 2004 | 177 cm | 70 kg  |  |
| 14 | Italia (bandiera)  | G     | Eric Visentin            | 2001 | 196 cm | 89 kg  |  |
| 14 | Italia (bandiera)  | P     | Marco Venuto             | 1985 | 190 cm | 81 kg  |  |
| 18 | Italia (bandiera)  | A     | Gabriele Berra           | 2000 | 195 cm | 90 kg  |  |
| 20 | Italia (bandiera)  | C     | Alessandro Cecchetti (C) | 1991 | 200 cm | 115 kg |  |
| 21 | Italia (bandiera)  | G     | Mattia Coltro            | 1997 | 184 cm | 85 kg  |  |
| 22 | Italia (bandiera)  | C     | Beniamino Basso          | 2001 | 205 cm | 101 kg |  |
| 24 | Italia (bandiera)  | G     | Mattia Molinari          | 2005 | 185 cm | 75 kg  |  |

| Allenatore                                                                       |
| - Marco Del Re                                                                   |
| Assistente/i                                                                     |
| - Alessandro Bernini Legenda - (C) Capitano - (IN) Inattivo - Infortunato Roster |

## Mercato

### Sessione estiva
| Acquisti | Acquisti             | Acquisti           | Acquisti   |
| R.       | Nome                 | da                 | Modalità   |
| -------- | -------------------- | ------------------ | ---------- |
| Al       | Marco Del Re         | Pino Drag. Firenze | definitivo |
| C        | Alessandro Cecchetti | Vicenza            | definitivo |
| A        | Simone Angelucci     | Sangiorgese Basket | definitivo |
| G/A      | Umberto Livelli      | Pall. Fiorenzuola  | definitivo |
| G        | Mattia Coltro        | Virtus Salerno     | definitivo |
| G/A      | Gabriele Berra       | San Severo         | definitivo |
| A/C      | Riccardo Agbortabi   | Treviglio          | definitivo |
| G/A      | Eric Visentin        | Virtus Cassino     | definitivo |
| G/A      | Kirill Korsunov      | Sutor Montegranaro | definitivo |

| Cessioni | Cessioni            | Cessioni              | Cessioni       |
| R.       | Nome                | a                     | Modalità       |
| -------- | ------------------- | --------------------- | -------------- |
| Al       | Federico Campanella | Ruvo di Puglia        | rescissione    |
| C        | Michael Sacchettini | Legnano Basket        | fine contratto |
| AP       | Jacopo Lucarelli    | Libertas Livorno 1947 | fine contratto |
| A        | Daniel Donzelli     | San Giobbe Chiusi     | fine contratto |
| P        | Marco Perin         | Rucker SanVe          | fine contratto |
| G        | Federico Bonacini   | Basket Ravenna        | fine contratto |
| G        | Riccardo Chinellato | Sebastiani Rieti      | fine contratto |
| G        | Nik Raivio          | Pall. Forlì 2.015     | fine contratto |
| P        | Marco Venuto        | Pall. Firenze         | fine contratto |

### Dopo l'inizio della stagione
| Acquisti | Acquisti        | Acquisti        | Acquisti         | Acquisti   |
| R.       | Nome            | da              | Data             | Modalità   |
| -------- | --------------- | --------------- | ---------------- | ---------- |
| P        | Marco Venuto    | Pall. Firenze   | 12 gennaio 2023  | definitivo |
| G/A      | Lorenzo Passoni | Pall. Firenze   | 12 gennaio 2023  | definitivo |
| C        | Beniamino Basso | Pall. Mantovana | 25 febbraio 2023 | definitivo |

| Cessioni | Cessioni           | Cessioni   | Cessioni         | Cessioni    |
| R.       | Nome               | a          | Data             | Modalità    |
| -------- | ------------------ | ---------- | ---------------- | ----------- |
| G/A      | Eric Visentin      | Free agent | 25 novembre 2022 | rescissione |
| A/C      | Riccardo Agbortabi | USE Empoli | 21 gennaio 2023  | rescissione |

## Risultati

### Supercoppa
| Piacenza 10 settembre 2022, ore 18:00 CEST 1º Turno | Bakery Piacenza | 84 – 71 (23-22; 44-38; 60-53) referto | Pall. Crema | PalaBakery |
| Berra 20 Angelucci , Coltro 15 Livelli 11 Punti 17 Stepanovic 16 Mascherpa 15 Crespi Cecchetti 4 Assist 4 Mascherpa Angelucci, Cecchetti 9 Rimbalzi 5 Mascherpa, Stepanovic, Esposito Marco Del Re Allenatori Massimiliano Baldiraghi |                 |                                       |             |            |
| |                 |                                       |             |            |
| Berra 20 Angelucci, Coltro 15 Livelli 11 | Punti           | 17 Stepanovic 16 Mascherpa 15 Crespi  |             |            |
| Cecchetti 4 | Assist          | 4 Mascherpa                           |             |            |
| Angelucci, Cecchetti 9 | Rimbalzi        | 5 Mascherpa, Stepanovic, Esposito     |             |            |
| Marco Del Re | Allenatori      | Massimiliano Baldiraghi               |             |            |

| Piacenza 14 settembre 2022, ore 20:30 CEST 2º Turno | Bakery Piacenza | 69 – 62 (15-14; 33-30; 50-44) referto                          | Pall. Vigevano | PalaBakery |
| Cecchetti 22 Berra 16 Coltro 11 Punti 12 Peroni 11 Benites , D'alessandro 7 Rossi , Mercante , Ragagnin Coltro 5 Assist 5 Benites Berra 8 Rimbalzi 10 Rossi Marco Del Re Allenatori Paolo Piazza |                 |                                                                |                |            |
| |                 |                                                                |                |            |
| Cecchetti 22 Berra 16 Coltro 11 | Punti           | 12 Peroni 11 Benites, D'alessandro 7 Rossi, Mercante, Ragagnin |                |            |
| Coltro 5 | Assist          | 5 Benites                                                      |                |            |
| Berra 8 | Rimbalzi        | 10 Rossi                                                       |                |            |
| Marco Del Re | Allenatori      | Paolo Piazza                                                   |                |            |

| Piacenza 17 settembre 2022, ore 18:00 CEST Ottavi di finale | Bakery Piacenza | 60 – 70 (18-21; 34-35; 46-52) referto | Libertas Livorno 1947 | PalaBakery |
| Berra 16 Cecchetti 11 Angelucci , Coltro 10 Punti 17 Ricci 14 Lucarelli 9 Forti Coltro 5 Assist 3 Sipala Angelucci 8 Rimbalzi 10 Fratto Marco Del Re Allenatori Marco Cardani |                 |                                       |                       |            |
| |                 |                                       |                       |            |
| Berra 16 Cecchetti 11 Angelucci, Coltro 10 | Punti           | 17 Ricci 14 Lucarelli 9 Forti         |                       |            |
| Coltro 5 | Assist          | 3 Sipala                              |                       |            |
| Angelucci 8 | Rimbalzi        | 10 Fratto                             |                       |            |
| Marco Del Re | Allenatori      | Marco Cardani                         |                       |            |

### Serie B

#### Regular season (Girone C)
Il 12 gennaio 2023 la Pallacanestro Firenze comunica la rinuncia al proseguimento del campionato per problemi finanziari. Pertanto la Federazione ha deciso di annullare tutte le gare disputate fino al 12 gennaio, portando così il Girone C a 15 partecipanti.

##### Girone di andata
| Piacenza 2 ottobre 2022, ore 18:00 CEST 1ª giornata | Bakery Piacenza | 81 – 64 (16-24; 41-42; 62-53) referto | Pall. Senigallia | PalaBakery |
| Angelucci 19 Cecchetti 18 Coltro 16 Punti 18 Neri 15 Santucci 13 Giacomini Livelli 5 Assist 3 Giacomini Cecchetti 13 Rimbalzi 9 Lemmi Marco Del Re Allenatori Paolo Filippetti |                 |                                       |                  |            |
| |                 |                                       |                  |            |
| Angelucci 19 Cecchetti 18 Coltro 16 | Punti           | 18 Neri 15 Santucci 13 Giacomini      |                  |            |
| Livelli 5 | Assist          | 3 Giacomini                           |                  |            |
| Cecchetti 13 | Rimbalzi        | 9 Lemmi                               |                  |            |
| Marco Del Re | Allenatori      | Paolo Filippetti                      |                  |            |

| Jesi 9 ottobre 2022, ore 18:00 CEST 2ª giornata | Jesi Academy | 71 – 70 (21-15; 37-37; 57-53) referto | Bakery Piacenza | PalaTriccoli |
| Merletto 13 Filippini , Marulli , Ferraro 12 Cicconi Massi 8 Punti 21 Cecchetti 15 Angelucci 13 Berra Merletto 5 Assist 2 Coltro, Berra, Angelucci Filippini 11 Rimbalzi 8 Cecchetti, Berra Marcello Ghizzinardi Allenatori Marco Del Re |              |                                       |                 |              |
| |              |                                       |                 |              |
| Merletto 13 Filippini, Marulli, Ferraro 12 Cicconi Massi 8 | Punti        | 21 Cecchetti 15 Angelucci 13 Berra    |                 |              |
| Merletto 5 | Assist       | 2 Coltro, Berra, Angelucci            |                 |              |
| Filippini 11 | Rimbalzi     | 8 Cecchetti, Berra                    |                 |              |
| Marcello Ghizzinardi | Allenatori   | Marco Del Re                          |                 |              |

| Piacenza 16 ottobre 2022, ore 18:00 CEST 3ª giornata | Bakery Piacenza | 68 – 57 (21-16; 39-22; 50-45) referto | USE Empoli | PalaBakery |
| Berra , Cecchetti 16 Livelli 12 Angelucci 10 Punti 14 Casella 12 Hidalgo 9 Nwokoye Livelli 4 Assist 3 Casella, Dal Maso Cecchetti 10 Rimbalzi 11 Casella Marco Del Re Allenatori Luca Valentino |                 |                                       |            |            |
| |                 |                                       |            |            |
| Berra, Cecchetti 16 Livelli 12 Angelucci 10 | Punti           | 14 Casella 12 Hidalgo 9 Nwokoye       |            |            |
| Livelli 4 | Assist          | 3 Casella, Dal Maso                   |            |            |
| Cecchetti 10 | Rimbalzi        | 11 Casella                            |            |            |
| Marco Del Re | Allenatori      | Luca Valentino                        |            |            |

| Matelica 23 ottobre 2022, ore 18:00 CEST 4ª giornata | Vigor Matelica | 68 – 75 (16-17; 38-38; 51-56) referto        | Bakery Piacenza | Palasport comunale |
| Paglia 16 Seck 15 Caroli 9 Punti 23 Angelucci 15 Cecchetti 12 Coltro , Livelli Mentonelli 3 Assist 3 Angelucci, Coltro Seck 14 Rimbalzi 6 Cecchetti Lorenzo Cecchini Allenatori Marco Del Re |                |                                              |                 |                    |
| |                |                                              |                 |                    |
| Paglia 16 Seck 15 Caroli 9 | Punti          | 23 Angelucci 15 Cecchetti 12 Coltro, Livelli |                 |                    |
| Mentonelli 3 | Assist         | 3 Angelucci, Coltro                          |                 |                    |
| Seck 14 | Rimbalzi       | 6 Cecchetti                                  |                 |                    |
| Lorenzo Cecchini | Allenatori     | Marco Del Re                                 |                 |                    |

| Piacenza 30 ottobre 2022, ore 18:00 CEST 5ª giornata | Bakery Piacenza | 75 – 93 (18-23; 41-52; 56-74) referto  | Sebastiani Rieti | PalaBakery |
| Berra 13 Cecchetti 12 Livelli 10 Punti 33 Spanghero 17 Contento 12 Chinellato Livelli 5 Assist 4 Piazza Angelucci 6 Rimbalzi 8 Matrone Marco Del Re Allenatori Sandro Dell'Agnello |                 |                                        |                  |            |
| |                 |                                        |                  |            |
| Berra 13 Cecchetti 12 Livelli 10 | Punti           | 33 Spanghero 17 Contento 12 Chinellato |                  |            |
| Livelli 5 | Assist          | 4 Piazza                               |                  |            |
| Angelucci 6 | Rimbalzi        | 8 Matrone                              |                  |            |
| Marco Del Re | Allenatori      | Sandro Dell'Agnello                    |                  |            |

| Castell'Arquato 6 novembre 2022, ore 18:00 CEST 6ª giornata | Pall. Fiorenzuola | 65 – 76 (17-17; 36-35; 48-54) referto | Bakery Piacenza | PalArquato |
| Magrini 16 Casagrande 13 Giacchè , Preti 9 Punti 24 Cecchetti 14 Coltro 13 Livelli Casagrande 5 Assist 4 Angelucci, Berra Magrini 11 Rimbalzi 10 Korsunov Gianluigi Galetti Allenatori Marco Del Re |                   |                                       |                 |            |
| |                   |                                       |                 |            |
| Magrini 16 Casagrande 13 Giacchè, Preti 9 | Punti             | 24 Cecchetti 14 Coltro 13 Livelli     |                 |            |
| Casagrande 5 | Assist            | 4 Angelucci, Berra                    |                 |            |
| Magrini 11 | Rimbalzi          | 10 Korsunov                           |                 |            |
| Gianluigi Galetti | Allenatori        | Marco Del Re                          |                 |            |

| Cerreto d'Esi 13 novembre 2022, ore 18:00 CEST 7ª giornata | Janus Fabriano | 78 – 71 (24-23; 44-36; 64-51) referto | Bakery Piacenza | PalaChemiba |
| Centanni 15 Petracca , Verri 13 Fall 10 Punti 22 Cecchetti 19 Coltro 8 Angelucci Centanni 8 Assist 3 Cecchetti Fall 17 Rimbalzi 10 Angelucci Daniele Aniello Allenatori Marco Del Re |                |                                       |                 |             |
| |                |                                       |                 |             |
| Centanni 15 Petracca, Verri 13 Fall 10 | Punti          | 22 Cecchetti 19 Coltro 8 Angelucci    |                 |             |
| Centanni 8 | Assist         | 3 Cecchetti                           |                 |             |
| Fall 17 | Rimbalzi       | 10 Angelucci                          |                 |             |
| Daniele Aniello | Allenatori     | Marco Del Re                          |                 |             |

| Piacenza 20 novembre 2022, ore 18:00 CEST 8ª giornata | Bakery Piacenza | 64 – 61 (8-17; 28-33; 45-47) referto | A. Costa Imola | PalaBakery |
| Angelucci 25 Livelli 13 Coltro 9 Punti 16 Agostini 13 Ranuzzi 8 Restelli Coltro 4 Assist 3 Montanari Cecchetti 9 Rimbalzi 10 Restelli Marco Del Re Allenatori Federico Grandi |                 |                                      |                |            |
| |                 |                                      |                |            |
| Angelucci 25 Livelli 13 Coltro 9 | Punti           | 16 Agostini 13 Ranuzzi 8 Restelli    |                |            |
| Coltro 4 | Assist          | 3 Montanari                          |                |            |
| Cecchetti 9 | Rimbalzi        | 10 Restelli                          |                |            |
| Marco Del Re | Allenatori      | Federico Grandi                      |                |            |

| Cervia 27 novembre 2022, ore 18:00 CEST 9ª giornata | Tigers Cesena | 63 – 70 (21-22; 38-42; 51-55) referto | Bakery Piacenza | Palasport di Cervia |
| Favaretto 20 Lovisotto 17 Brighi 13 Punti 21 Cecchetti 18 Berra 12 Livelli Brighi, Chiapparini, Lovisotto, Rossi 2 Assist 5 Angelucci Lovisotto 16 Rimbalzi 13 Angelucci Augusto Conti Allenatori Marco Del Re |               |                                       |                 |                     |
| |               |                                       |                 |                     |
| Favaretto 20 Lovisotto 17 Brighi 13 | Punti         | 21 Cecchetti 18 Berra 12 Livelli      |                 |                     |
| Brighi, Chiapparini, Lovisotto, Rossi 2 | Assist        | 5 Angelucci                           |                 |                     |
| Lovisotto 16 | Rimbalzi      | 13 Angelucci                          |                 |                     |
| Augusto Conti | Allenatori    | Marco Del Re                          |                 |                     |

| Piacenza 4 dicembre 2022, ore 18:00 CEST 10ª giornata | Bakery Piacenza | 81 – 79 (24-17; 55-36; 64-55) referto | Campetto Ancona | PalaBakery |
| Livelli 25 Angelucci , Berra , Coltro 13 Cecchetti 8 Punti 19 Bedin 17 Ambrosin 13 Panzini Berra 4 Assist 5 Panzini Angelucci, Cecchetti 7 Rimbalzi 10 Giombini Marco Del Re Allenatori Piero Coen |                 |                                       |                 |            |
| |                 |                                       |                 |            |
| Livelli 25 Angelucci, Berra, Coltro 13 Cecchetti 8 | Punti           | 19 Bedin 17 Ambrosin 13 Panzini       |                 |            |
| Berra 4 | Assist          | 5 Panzini                             |                 |            |
| Angelucci, Cecchetti 7 | Rimbalzi        | 10 Giombini                           |                 |            |
| Marco Del Re | Allenatori      | Piero Coen                            |                 |            |

| Piacenza 11 dicembre 2022, ore 18:00 CEST 11ª giornata | Bakery Piacenza | 55 – 87 (9-27; 22-44; 41-69) referto             | Raggisolaris Faenza | PalaBakery |
| Livelli 14 Coltro 10 Berra 8 Punti 20 Voltolini 13 Poggi , Siberna 12 Aromando , Vico Coltro 4 Assist 5 Vico Agbortabi, Korsunov 5 Rimbalzi 14 Aromando Marco Del Re Allenatori Luigi Garelli |                 |                                                  |                     |            |
| |                 |                                                  |                     |            |
| Livelli 14 Coltro 10 Berra 8 | Punti           | 20 Voltolini 13 Poggi, Siberna 12 Aromando, Vico |                     |            |
| Coltro 4 | Assist          | 5 Vico                                           |                     |            |
| Agbortabi, Korsunov 5 | Rimbalzi        | 14 Aromando                                      |                     |            |
| Marco Del Re | Allenatori      | Luigi Garelli                                    |                     |            |

| Piacenza 18 dicembre 2022, ore 18:00 CEST 12ª giornata | Bakery Piacenza | 79 – 86 (22-24; 42-49; 57-69) referto   | Flying Ozzano | PalaBakery |
| Cecchetti 23 Livelli 13 Angelucci , Coltro 11 Punti 15 Klyuchnyk 14 Bonfiglio 12 Chiappelli Coltro 4 Assist 2 Bonfiglio, Felici, Barattini, Lasagni Angelucci 7 Rimbalzi 8 Klyuchnyk Marco Del Re Allenatori Giuliano Loperfido |                 |                                         |               |            |
| |                 |                                         |               |            |
| Cecchetti 23 Livelli 13 Angelucci, Coltro 11 | Punti           | 15 Klyuchnyk 14 Bonfiglio 12 Chiappelli |               |            |
| Coltro 4 | Assist          | 2 Bonfiglio, Felici, Barattini, Lasagni |               |            |
| Angelucci 7 | Rimbalzi        | 8 Klyuchnyk                             |               |            |
| Marco Del Re | Allenatori      | Giuliano Loperfido                      |               |            |

| San Miniato 8 gennaio 2023, ore 18:00 CEST 13ª giornata | Etrusca S. Miniato | 71 – 60 (18-16; 45-23; 53-39) referto | Bakery Piacenza | Pala Crédit Agricole Italia |
| Venturoli 17 Bellachioma , Ohenhen 12 Tozzi 11 Punti 18 Coltro 16 Angelucci 15 Cecchetti Venturoli 4 Assist 2 Angelucci Ohenhen 12 Rimbalzi 7 Angelucci, Berra Alessio Marchini Allenatori Marco Del Re |                    |                                       |                 |                             |
| |                    |                                       |                 |                             |
| Venturoli 17 Bellachioma, Ohenhen 12 Tozzi 11 | Punti              | 18 Coltro 16 Angelucci 15 Cecchetti   |                 |                             |
| Venturoli 4 | Assist             | 2 Angelucci                           |                 |                             |
| Ohenhen 12 | Rimbalzi           | 7 Angelucci, Berra                    |                 |                             |
| Alessio Marchini | Allenatori         | Marco Del Re                          |                 |                             |

| Piacenza 15 gennaio 2023, ore 18:00 CEST 14ª giornata | Bakery Piacenza | 70 – 62 (19-16; 36-30; 53-51) referto | Virtus Imola | PalaBakery |
| Berra 26 Cecchetti 14 Coltro 9 Punti 14 Galassi 10 Mladenov 9 Morara Coltro 7 Assist 2 Galassi Angelucci 10 Rimbalzi 7 Mladenov, Morara Marco Del Re Allenatori Marco Regazzi |                 |                                       |              |            |
| |                 |                                       |              |            |
| Berra 26 Cecchetti 14 Coltro 9 | Punti           | 14 Galassi 10 Mladenov 9 Morara       |              |            |
| Coltro 7 | Assist          | 2 Galassi                             |              |            |
| Angelucci 10 | Rimbalzi        | 7 Mladenov, Morara                    |              |            |
| Marco Del Re | Allenatori      | Marco Regazzi                         |              |            |

##### Girone di ritorno
| Senigallia 22 gennaio 2023, ore 18:00 CEST 15ª giornata | Pall. Senigallia | 65 – 86 (23-17; 43-40; 53-62) referto | Bakery Piacenza | Palazzetto di Senigallia |
| Neri 16 Musci 12 Giannini 11 Punti 28 Cecchetti 14 Angelucci 13 Berra Musci 4 Assist 4 Venuto, Passoni Musci 9 Rimbalzi 7 Cecchetti Paolo Filippetti Allenatori Marco Del Re |                  |                                       |                 |                          |
| |                  |                                       |                 |                          |
| Neri 16 Musci 12 Giannini 11 | Punti            | 28 Cecchetti 14 Angelucci 13 Berra    |                 |                          |
| Musci 4 | Assist           | 4 Venuto, Passoni                     |                 |                          |
| Musci 9 | Rimbalzi         | 7 Cecchetti                           |                 |                          |
| Paolo Filippetti | Allenatori       | Marco Del Re                          |                 |                          |

| Piacenza 29 gennaio 2023, ore 18:00 CEST 16ª giornata | Bakery Piacenza | 83 – 75 (17-18; 43-32; 68-56) referto | Jesi Academy | PalaBakery |
| Berra 20 Cecchetti 15 Passoni 12 Punti 26 Marulli 14 Merletto 12 Ferraro Coltro 4 Assist 5 Merletto Angelucci, Cecchetti 6 Rimbalzi 6 Marulli Marco Del Re Allenatori Marcello Ghizzinardi |                 |                                       |              |            |
| |                 |                                       |              |            |
| Berra 20 Cecchetti 15 Passoni 12 | Punti           | 26 Marulli 14 Merletto 12 Ferraro     |              |            |
| Coltro 4 | Assist          | 5 Merletto                            |              |            |
| Angelucci, Cecchetti 6 | Rimbalzi        | 6 Marulli                             |              |            |
| Marco Del Re | Allenatori      | Marcello Ghizzinardi                  |              |            |

| Empoli 4 febbraio 2023, ore 21:00 CEST 17ª giornata | USE Empoli | 79 – 77 (22-16; 35-39; 60-55) referto | Bakery Piacenza | Palestra Lazzeri |
| Casella 23 Costa 17 Nwokoye 10 Punti 18 El agbani 14 Cecchetti 13 Venuto Costa 7 Assist 4 Coltro Nwokoye 6 Rimbalzi 10 Angelucci Luca Valentino Allenatori Marco Del Re |            |                                       |                 |                  |
| |            |                                       |                 |                  |
| Casella 23 Costa 17 Nwokoye 10 | Punti      | 18 El agbani 14 Cecchetti 13 Venuto   |                 |                  |
| Costa 7 | Assist     | 4 Coltro                              |                 |                  |
| Nwokoye 6 | Rimbalzi   | 10 Angelucci                          |                 |                  |
| Luca Valentino | Allenatori | Marco Del Re                          |                 |                  |

| Piacenza 12 febbraio 2023, ore 18:00 CEST 18ª giornata | Bakery Piacenza | 69 – 79 (28-15; 37-35; 54-54) referto | Vigor Matelica | PalaBakery |
| Angelucci , Passoni 14 Cecchetti 13 Coltro 11 Punti 15 Gallo 13 Enihe 12 Riccio Coltro 8 Assist 5 Gallo Cecchetti 14 Rimbalzi 9 Seck Marco Del Re Allenatori Lorenzo Cecchini |                 |                                       |                |            |
| |                 |                                       |                |            |
| Angelucci, Passoni 14 Cecchetti 13 Coltro 11 | Punti           | 15 Gallo 13 Enihe 12 Riccio           |                |            |
| Coltro 8 | Assist          | 5 Gallo                               |                |            |
| Cecchetti 14 | Rimbalzi        | 9 Seck                                |                |            |
| Marco Del Re | Allenatori      | Lorenzo Cecchini                      |                |            |

| Rieti 19 febbraio 2023, ore 18:00 CEST 19ª giornata | Sebastiani Rieti | 71 – 52 (23-14; 33-30; 47-36) referto  | Bakery Piacenza | PalaSojourner |
| Chinellato 13 Pagani , Ceparano 11 Contento 10 Punti 13 Angelucci 11 Angelucci 10 Cecchetti Bushati 4 Assist 8 Venuto Chinellato 11 Rimbalzi 9 Venuto Sandro Dell'Agnello Allenatori Marco Del Re |                  |                                        |                 |               |
| |                  |                                        |                 |               |
| Chinellato 13 Pagani, Ceparano 11 Contento 10 | Punti            | 13 Angelucci 11 Angelucci 10 Cecchetti |                 |               |
| Bushati 4 | Assist           | 8 Venuto                               |                 |               |
| Chinellato 11 | Rimbalzi         | 9 Venuto                               |                 |               |
| Sandro Dell'Agnello | Allenatori       | Marco Del Re                           |                 |               |

| Piacenza 26 febbraio 2023, ore 18:00 CEST 20ª giornata | Bakery Piacenza | 70 – 56 (14-14; 31-27; 53-37) referto   | Pall. Fiorenzuola | PalaBakery |
| Venuto 17 Angelucci 13 Coltro 11 Punti 12 Preti , Ricci 10 Casagrande 9 Magrini Passoni 3 Assist 3 Giacché Angelucci 9 Rimbalzi 9 Magrini Marco Del Re Allenatori Gianluigi Galetti |                 |                                         |                   |            |
| |                 |                                         |                   |            |
| Venuto 17 Angelucci 13 Coltro 11 | Punti           | 12 Preti, Ricci 10 Casagrande 9 Magrini |                   |            |
| Passoni 3 | Assist          | 3 Giacché                               |                   |            |
| Angelucci 9 | Rimbalzi        | 9 Magrini                               |                   |            |
| Marco Del Re | Allenatori      | Gianluigi Galetti                       |                   |            |

| Piacenza 5 marzo 2023, ore 18:00 CEST 21ª giornata | Bakery Piacenza | 83 – 61 (26-12; 48-30; 62-47) referto | Janus Fabriano | PalaBakery |
| Angelucci 22 Cecchetti 15 Venuto 13 Punti 17 Stanic 10 Petracca 9 Gulini , Papa Venuto 6 Assist 3 Centanni Angelucci, Passoni 8 Rimbalzi 13 Fall Marco Del Re Allenatori Daniele Aniello |                 |                                       |                |            |
| |                 |                                       |                |            |
| Angelucci 22 Cecchetti 15 Venuto 13 | Punti           | 17 Stanic 10 Petracca 9 Gulini, Papa  |                |            |
| Venuto 6 | Assist          | 3 Centanni                            |                |            |
| Angelucci, Passoni 8 | Rimbalzi        | 13 Fall                               |                |            |
| Marco Del Re | Allenatori      | Daniele Aniello                       |                |            |

| Imola 19 marzo 2023, ore 18:00 CEST 22ª giornata | A. Costa Imola | 56 – 62 (15-15; 25-31; 38-44) referto | Bakery Piacenza | PalaRuggi |
| Montanari 19 Restelli 13 Trentin 7 Punti 15 Coltro 12 Passoni 10 Venuto Montanari, Tognacci, Restelli 2 Assist 2 Angelucci, Coltro Cusenza 9 Rimbalzi 8 Angelucci, Passoni Federico Grandi Allenatori Marco Del Re |                |                                       |                 |           |
| |                |                                       |                 |           |
| Montanari 19 Restelli 13 Trentin 7 | Punti          | 15 Coltro 12 Passoni 10 Venuto        |                 |           |
| Montanari, Tognacci, Restelli 2 | Assist         | 2 Angelucci, Coltro                   |                 |           |
| Cusenza 9 | Rimbalzi       | 8 Angelucci, Passoni                  |                 |           |
| Federico Grandi | Allenatori     | Marco Del Re                          |                 |           |

| Piacenza 26 marzo 2023, ore 18:00 CEST 23ª giornata | Bakery Piacenza | 78 – 63 (18-20; 41-33; 60-52) referto | Tigers Cesena | PalaBakery |
| Berra 15 Cecchetti , Korsunov , Passoni 13 Basso 8 Punti 22 Lombardo 9 Sebrek 8 Rossi Venuto 8 Assist 6 Hidalgo Basso 10 Rimbalzi 8 Bracci, Sebrek Marco Del Re Allenatori Augusto Conti |                 |                                       |               |            |
| |                 |                                       |               |            |
| Berra 15 Cecchetti, Korsunov, Passoni 13 Basso 8 | Punti           | 22 Lombardo 9 Sebrek 8 Rossi          |               |            |
| Venuto 8 | Assist          | 6 Hidalgo                             |               |            |
| Basso 10 | Rimbalzi        | 8 Bracci, Sebrek                      |               |            |
| Marco Del Re | Allenatori      | Augusto Conti                         |               |            |

| Ancona 2 aprile 2023, ore 18:00 CEST 24ª giornata | Campetto Ancona | 92 – 84 (29-24; 46-45; 70-66) referto | Bakery Piacenza | PalaRossini |
| Carnovali 29 Ciribeni 17 Panzini 16 Punti 22 Berra 15 Angelucci 13 Passoni Panzini 3 Assist 6 Venuto Bedin 9 Rimbalzi 11 Passoni Piero Coen Allenatori Marco Del Re |                 |                                       |                 |             |
| |                 |                                       |                 |             |
| Carnovali 29 Ciribeni 17 Panzini 16 | Punti           | 22 Berra 15 Angelucci 13 Passoni      |                 |             |
| Panzini 3 | Assist          | 6 Venuto                              |                 |             |
| Bedin 9 | Rimbalzi        | 11 Passoni                            |                 |             |
| Piero Coen | Allenatori      | Marco Del Re                          |                 |             |

| Faenza 16 aprile 2023, ore 18:00 CEST 25ª giornata | Raggisolaris Faenza | 92 – 68 (28-28; 53-42; 68-53) referto | Bakery Piacenza | PalaCattani |
| Petrucci 18 Aromando 17 Siberna 14 Punti 22 Cecchetti 13 Angelucci 10 Coltro Pastore 5 Assist 5 Coltro, Passoni Poggi 13 Rimbalzi 8 Angelucci Luigi Garelli Allenatori Marco Del Re |                     |                                       |                 |             |
| |                     |                                       |                 |             |
| Petrucci 18 Aromando 17 Siberna 14 | Punti               | 22 Cecchetti 13 Angelucci 10 Coltro   |                 |             |
| Pastore 5 | Assist              | 5 Coltro, Passoni                     |                 |             |
| Poggi 13 | Rimbalzi            | 8 Angelucci                           |                 |             |
| Luigi Garelli | Allenatori          | Marco Del Re                          |                 |             |

| Ozzano dell'Emilia 22 aprile 2023, ore 20:30 CEST 26ª giornata | Flying Ozzano | 85 – 87 (25-23; 40-44; 55-69) referto | Bakery Piacenza | Palazzetto dello Sport |
| Klyuchnyk 25 Barattini 20 Chiappelli 13 Punti 24 Berra 17 Coltro 12 Angelucci Chiappelli 5 Assist 5 Coltro Bonfiglio, Chiappelli 7 Rimbalzi 6 Cecchetti Giuliano Loperfido Allenatori Marco Del Re |               |                                       |                 |                        |
| |               |                                       |                 |                        |
| Klyuchnyk 25 Barattini 20 Chiappelli 13 | Punti         | 24 Berra 17 Coltro 12 Angelucci       |                 |                        |
| Chiappelli 5 | Assist        | 5 Coltro                              |                 |                        |
| Bonfiglio, Chiappelli 7 | Rimbalzi      | 6 Cecchetti                           |                 |                        |
| Giuliano Loperfido | Allenatori    | Marco Del Re                          |                 |                        |

| Piacenza 30 aprile 2023, ore 18:00 CEST 27ª giornata | Bakery Piacenza | 68 – 54 (18-15; 32-34; 52-36) referto | Etrusca S. Miniato | PalaBakery |
| Berra 14 Angelucci 11 Cecchetti , Passoni Punti 16 Venturoli 13 Spatti 7 Tozzi Venuto 4 Assist 4 Spatti Cecchetti 7 Rimbalzi 5 Cipriani, Quartuccio Marco Del Re Allenatori Alessio Marchini |                 |                                       |                    |            |
| |                 |                                       |                    |            |
| Berra 14 Angelucci 11 Cecchetti, Passoni | Punti           | 16 Venturoli 13 Spatti 7 Tozzi        |                    |            |
| Venuto 4 | Assist          | 4 Spatti                              |                    |            |
| Cecchetti 7 | Rimbalzi        | 5 Cipriani, Quartuccio                |                    |            |
| Marco Del Re | Allenatori      | Alessio Marchini                      |                    |            |

| Imola 7 maggio 2023, ore 18:00 CEST 28ª giornata | Virtus Imola | 76 – 59 (21-11; 42-26; 64-44) referto | Bakery Piacenza | PalaRuggi |
| Galassi 20 Magagnoli 14 Mladenov 12 Punti 14 Berra 13 Cecchetti 10 Angelucci Galassi 5 Assist 4 Venuto Carta 10 Rimbalzi 7 Basso, Cecchetti, Venuto Marco Regazzi Allenatori Marco Del Re |              |                                       |                 |           |
| |              |                                       |                 |           |
| Galassi 20 Magagnoli 14 Mladenov 12 | Punti        | 14 Berra 13 Cecchetti 10 Angelucci    |                 |           |
| Galassi 5 | Assist       | 4 Venuto                              |                 |           |
| Carta 10 | Rimbalzi     | 7 Basso, Cecchetti, Venuto            |                 |           |
| Marco Regazzi | Allenatori   | Marco Del Re                          |                 |           |

#### Play-out
| Piacenza 14 maggio 2023, ore 18:00 CEST Gara 1 | Bakery Piacenza | 74 – 67 (19-19; 35-37; 53-47) referto | Pall. Senigallia | PalaBakery |
| Angelucci 18 Passoni 16 Cecchetti 10 Punti 24 Giacomini 18 Santucci 9 Musci Coltro 6 Assist 7 Giacomini Angelucci, Cecchetti, Passoni 5 Rimbalzi 11 Pozzetti Marco Del Re Allenatori Paolo Filippetti |                 |                                       |                  |            |
| |                 |                                       |                  |            |
| Angelucci 18 Passoni 16 Cecchetti 10 | Punti           | 24 Giacomini 18 Santucci 9 Musci      |                  |            |
| Coltro 6 | Assist          | 7 Giacomini                           |                  |            |
| Angelucci, Cecchetti, Passoni 5 | Rimbalzi        | 11 Pozzetti                           |                  |            |
| Marco Del Re | Allenatori      | Paolo Filippetti                      |                  |            |

| Piacenza 16 maggio 2023, ore 20:30 CEST Gara 2 | Bakery Piacenza | 71 – 68 (17-21; 28-37; 54-63) referto | Pall. Senigallia | PalaBakery |
| Berra 18 Cecchetti 16 Passoni 12 Punti 20 Giacomini 14 Pozzetti 13 Santucci Venuto 6 Assist 3 Neri, Pozzetti Angelucci, Venuto 8 Rimbalzi 10 Pozzetti Marco Del Re Allenatori Paolo Filippetti |                 |                                       |                  |            |
| |                 |                                       |                  |            |
| Berra 18 Cecchetti 16 Passoni 12 | Punti           | 20 Giacomini 14 Pozzetti 13 Santucci  |                  |            |
| Venuto 6 | Assist          | 3 Neri, Pozzetti                      |                  |            |
| Angelucci, Venuto 8 | Rimbalzi        | 10 Pozzetti                           |                  |            |
| Marco Del Re | Allenatori      | Paolo Filippetti                      |                  |            |

| Senigallia 19 maggio 2023, ore 21:00 CEST Gara 3 | Pall. Senigallia | 73 – 69 (18-11; 36-30; 57-51) referto         | Bakery Piacenza | Palazzetto di Senigallia |
| Santucci 22 Giacomini 18 Musci 13 Punti 14 Cecchetti 12 Angelucci 9 Passoni , Korsunov Giacomini 9 Assist 4 Venuto Pozzetti 8 Rimbalzi 7 Angelucci, Korsunov Paolo Filippetti Allenatori Marco Del Re |                  |                                               |                 |                          |
| |                  |                                               |                 |                          |
| Santucci 22 Giacomini 18 Musci 13 | Punti            | 14 Cecchetti 12 Angelucci 9 Passoni, Korsunov |                 |                          |
| Giacomini 9 | Assist           | 4 Venuto                                      |                 |                          |
| Pozzetti 8 | Rimbalzi         | 7 Angelucci, Korsunov                         |                 |                          |
| Paolo Filippetti | Allenatori       | Marco Del Re                                  |                 |                          |

| Senigallia 21 maggio 2023, ore 18:00 CEST Gara 4 | Pall. Senigallia | 61 – 67 (18-20; 28-36; 44-48) referto | Bakery Piacenza | Palazzetto di Senigallia |
| Santucci 18 Giacomini , Giannini 11 Pozzetti 8 Punti 13 Passoni 11 Coltro 10 Basso Giacomini 7 Assist 6 Coltro Lemmi 10 Rimbalzi 7 Angelucci, Basso Paolo Filippetti Allenatori Marco Del Re |                  |                                       |                 |                          |
| |                  |                                       |                 |                          |
| Santucci 18 Giacomini, Giannini 11 Pozzetti 8 | Punti            | 13 Passoni 11 Coltro 10 Basso         |                 |                          |
| Giacomini 7 | Assist           | 6 Coltro                              |                 |                          |
| Lemmi 10 | Rimbalzi         | 7 Angelucci, Basso                    |                 |                          |
| Paolo Filippetti | Allenatori       | Marco Del Re                          |                 |                          |

## Statistiche
Aggiornate al 2 giugno 2023.

### Statistiche dei giocatori

#### In campionato (Girone C)
| Nome                 | Pun | G  | Min | Falli | Falli | Tiri da 2 | Tiri da 2 | Tiri da 2 | Tiri da 3 | Tiri da 3 | Tiri da 3 | Tiri Liberi | Tiri Liberi | Tiri Liberi | Rimbalzi | Rimbalzi | Rimbalzi | Stop | Stop | Palle | Palle | Ass |
| Nome                 | Pun | G  | Min | C     | S     | R         | T         | %         | R         | T         | 3P%       | R           | T           | TL%         | O        | D        | T        | D    | S    | P     | R     | Ass |
| -------------------- | --- | -- | --- | ----- | ----- | --------- | --------- | --------- | --------- | --------- | --------- | ----------- | ----------- | ----------- | -------- | -------- | -------- | ---- | ---- | ----- | ----- | --- |
| Alessandro Cecchetti | 413 | 28 | 847 | 64    | 98    | 165       | 330       | 50        | 11        | 44        | 25        | 50          | 96          | 52          | 62       | 116      | 178      | 4    | 14   | 55    | 12    | 29  |
| Simone Angelucci     | 318 | 27 | 794 | 87    | 118   | 84        | 170       | 49        | 26        | 99        | 26        | 72          | 104         | 69          | 45       | 160      | 205      | 8    | 6    | 54    | 21    | 48  |
| Gabriele Berra       | 306 | 26 | 736 | 69    | 49    | 41        | 112       | 37        | 64        | 145       | 44        | 32          | 40          | 80          | 12       | 81       | 93       | 2    | 2    | 33    | 9     | 33  |
| Mattia Coltro        | 289 | 28 | 800 | 66    | 110   | 51        | 123       | 41        | 32        | 86        | 37        | 91          | 117         | 78          | 22       | 88       | 110      | 2    | 7    | 68    | 29    | 90  |
| Umberto Livelli      | 145 | 12 | 283 | 34    | 30    | 36        | 82        | 44        | 17        | 47        | 36        | 22          | 23          | 96          | 5        | 14       | 19       | 1    | 3    | 27    | 11    | 26  |
| Lorenzo Passoni      | 142 | 14 | 436 | 32    | 43    | 28        | 51        | 55        | 21        | 75        | 28        | 23          | 36          | 64          | 14       | 65       | 79       | 7    | 0    | 19    | 24    | 43  |
| Kirill Korsunov      | 129 | 28 | 548 | 63    | 40    | 25        | 53        | 47        | 20        | 62        | 32        | 19          | 31          | 61          | 25       | 84       | 109      | 8    | 3    | 26    | 19    | 22  |
| Marco Venuto         | 106 | 14 | 350 | 29    | 29    | 6         | 17        | 35        | 25        | 73        | 34        | 19          | 26          | 73          | 6        | 53       | 59       | 0    | 1    | 29    | 17    | 55  |
| Zakaria El Agbani    | 92  | 28 | 390 | 55    | 26    | 17        | 36        | 47        | 16        | 51        | 31        | 10          | 23          | 43          | 21       | 34       | 55       | 1    | 1    | 17    | 9     | 12  |
| Beniamino Basso      | 40  | 9  | 127 | 18    | 30    | 15        | 32        | 47        | 0         | 0         | 0         | 10          | 40          | 25          | 25       | 16       | 41       | 1    | 2    | 9     | 4     | 7   |
| Riccardo Agbortabi   | 25  | 14 | 155 | 22    | 9     | 11        | 26        | 42        | 0         | 2         | 0         | 3           | 5           | 60          | 12       | 29       | 41       | 1    | 1    | 9     | 1     | 8   |
| Eric Visentin        | 9   | 5  | 72  | 12    | 2     | 3         | 5         | 60        | 1         | 5         | 20        | 0           | 2           | 0           | 0        | 6        | 6        | 0    | 0    | 2     | 2     | 0   |
| Stefano Carone       | 7   | 15 | 40  | 11    | 3     | 1         | 5         | 20        | 0         | 0         | 0         | 5           | 6           | 83          | 3        | 4        | 7        | 0    | 0    | 6     | 3     | 3   |
| Matteo Balestra      | 0   | 8  | 13  | 1     | 0     | 0         | 3         | 0         | 0         | 0         | 0         | 0           | 0           | 0           | 0        | 1        | 1        | 0    | 0    | 0     | 0     | 0   |
| Samuele Ringressi    | 0   | 3  | 3   | 0     | 0     | 0         | 0         | 0         | 0         | 0         | 0         | 0           | 0           | 0           | 0        | 0        | 0        | 0    | 0    | 0     | 0     | 0   |
| Mattia Alessandrini  | 0   | 2  | 2   | 0     | 0     | 0         | 0         | 0         | 0         | 0         | 0         | 0           | 0           | 0           | 0        | 0        | 0        | 0    | 0    | 0     | 0     | 0   |
| Mattia Molinari      | 0   | 2  | 4   | 1     | 0     | 0         | 0         | 0         | 0         | 0         | 0         | 0           | 0           | 0           | 0        | 1        | 1        | 0    | 0    | 0     | 0     | 0   |

#### In Supercoppa
| Nome                 | Pun | G | Min | Falli | Falli | Tiri da 2 | Tiri da 2 | Tiri da 2 | Tiri da 3 | Tiri da 3 | Tiri da 3 | Tiri Liberi | Tiri Liberi | Tiri Liberi | Rimbalzi | Rimbalzi | Rimbalzi | Stop | Stop | Palle | Palle | Ass |
| Nome                 | Pun | G | Min | C     | S     | R         | T         | %         | R         | T         | 3P%       | R           | T           | TL%         | O        | D        | T        | D    | S    | P     | R     | Ass |
| -------------------- | --- | - | --- | ----- | ----- | --------- | --------- | --------- | --------- | --------- | --------- | ----------- | ----------- | ----------- | -------- | -------- | -------- | ---- | ---- | ----- | ----- | --- |
| Gabriele Berra       | 52  | 3 | 101 | 8     | 9     | 9         | 20        | 45        | 8         | 16        | 50        | 10          | 11          | 91          | 1        | 20       | 21       | 0    | 0    | 6     | 3     | 2   |
| Alessandro Cecchetti | 40  | 3 | 92  | 7     | 10    | 13        | 31        | 42        | 2         | 5         | 40        | 8           | 9           | 89          | 6        | 10       | 16       | 0    | 1    | 5     | 2     | 9   |
| Mattia Coltro        | 36  | 3 | 84  | 9     | 18    | 10        | 17        | 59        | 2         | 8         | 25        | 10          | 13          | 77          | 3        | 9        | 12       | 0    | 0    | 8     | 6     | 12  |
| Simone Angelucci     | 32  | 3 | 81  | 12    | 6     | 7         | 11        | 64        | 5         | 9         | 56        | 3           | 4           | 75          | 3        | 17       | 20       | 1    | 0    | 4     | 4     | 1   |
| Umberto Livelli      | 20  | 3 | 60  | 7     | 7     | 6         | 17        | 35        | 1         | 7         | 14        | 5           | 5           | 100         | 1        | 1        | 2        | 0    | 1    | 6     | 1     | 6   |
| Kirill Korsunov      | 14  | 3 | 53  | 5     | 4     | 2         | 2         | 100       | 2         | 4         | 50        | 4           | 6           | 67          | 0        | 8        | 8        | 0    | 0    | 1     | 1     | 2   |
| Riccardo Agbortabi   | 9   | 3 | 32  | 8     | 4     | 4         | 7         | 57        | 0         | 0         | 0         | 1           | 4           | 25          | 2        | 10       | 12       | 0    | 0    | 4     | 0     | 0   |
| Zakaria El Agbani    | 5   | 3 | 48  | 9     | 1     | 1         | 3         | 33        | 1         | 3         | 33        | 0           | 0           | 0           | 5        | 3        | 8        | 0    | 0    | 5     | 4     | 2   |
| Eric Visentin        | 4   | 3 | 44  | 4     | 2     | 0         | 2         | 0         | 1         | 5         | 20        | 1           | 2           | 50          | 1        | 1        | 2        | 0    | 0    | 5     | 3     | 1   |
| Matteo Balestra      | 1   | 1 | 2   | 0     | 1     | 0         | 0         | 0         | 0         | 0         | 0         | 1           | 2           | 50          | 0        | 0        | 0        | 0    | 0    | 0     | 1     | 0   |
| Stefano Carone       | 0   | 1 | 2   | 0     | 0     | 0         | 0         | 0         | 0         | 0         | 0         | 0           | 0           | 0           | 0        | 0        | 0        | 0    | 0    | 0     | 0     | 0   |
| Samuele Ringressi    | 0   | 1 | 1   | 0     | 0     | 0         | 0         | 0         | 0         | 0         | 0         | 0           | 0           | 0           | 0        | 0        | 0        | 0    | 0    | 0     | 0     | 0   |

#### Nei play-out
| Nome                 | Pun | G | Min | Falli | Falli | Tiri da 2 | Tiri da 2 | Tiri da 2 | Tiri da 3 | Tiri da 3 | Tiri da 3 | Tiri Liberi | Tiri Liberi | Tiri Liberi | Rimbalzi | Rimbalzi | Rimbalzi | Stop | Stop | Palle | Palle | Ass |
| Nome                 | Pun | G | Min | C     | S     | R         | T         | %         | R         | T         | 3P%       | R           | T           | TL%         | O        | D        | T        | D    | S    | P     | R     | Ass |
| -------------------- | --- | - | --- | ----- | ----- | --------- | --------- | --------- | --------- | --------- | --------- | ----------- | ----------- | ----------- | -------- | -------- | -------- | ---- | ---- | ----- | ----- | --- |
| Lorenzo Passoni      | 50  | 4 | 119 | 8     | 13    | 8         | 16        | 50        | 7         | 14        | 50        | 13          | 14          | 93          | 1        | 18       | 19       | 2    | 0    | 10    | 12    | 10  |
| Alessandro Cecchetti | 46  | 4 | 81  | 12    | 10    | 21        | 43        | 49        | 0         | 1         | 0         | 4           | 7           | 57          | 12       | 5        | 17       | 0    | 3    | 6     | 1     | 2   |
| Gabriele Berra       | 42  | 4 | 122 | 9     | 9     | 6         | 18        | 33        | 8         | 14        | 57        | 6           | 8           | 75          | 0        | 5        | 5        | 0    | 0    | 4     | 2     | 7   |
| Mattia Coltro        | 27  | 4 | 91  | 15    | 18    | 3         | 12        | 25        | 4         | 10        | 40        | 9           | 12          | 75          | 1        | 5        | 6        | 0    | 2    | 12    | 6     | 14  |
| Marco Venuto         | 21  | 4 | 105 | 7     | 8     | 1         | 5         | 20        | 4         | 23        | 17        | 7           | 9           | 78          | 1        | 20       | 21       | 0    | 0    | 1     | 7     | 12  |
| Kirill Korsunov      | 19  | 4 | 79  | 4     | 3     | 4         | 10        | 40        | 2         | 6         | 33        | 5           | 6           | 83          | 4        | 16       | 20       | 4    | 0    | 8     | 1     | 3   |
| Beniamino Basso      | 16  | 4 | 66  | 11    | 3     | 8         | 15        | 53        | 0         | 0         | 0         | 0           | 2           | 0           | 5        | 13       | 18       | 0    | 0    | 5     | 2     | 3   |
| Zakaria El Agbani    | 7   | 4 | 32  | 9     | 5     | 1         | 3         | 33        | 1         | 3         | 33        | 2           | 6           | 33          | 0        | 3        | 3        | 0    | 0    | 1     | 0     | 1   |

### Record

#### Record di squadra
- Miglior vittoria per differenza punti: +22, alla 21ª giornata contro Fabriano (83 – 61);
- Più punti realizzati in un quarto: 31, nel 2° quarto della 10ª giornata contro Ancona (81 – 79);
- Più punti realizzati in un tempo: 55, nel 1º tempo della 10ª giornata contro Ancona (81 – 79);
- Meno punti subiti in un quarto: 2, nel 3° quarto della 27ª giornata contro San Miniato (68 – 54);
- Meno punti subiti in un tempo: 20, nel 2º tempo della 27ª giornata contro San Miniato (68 – 54);
- Peggior vittoria per differenza punti: +2, alla 26ª giornata contro Ozzano (85 – 87);
- Peggior sconfitta per differenza punti: -32, alla 11ª giornata contro Faenza (55 – 87);
- Meno punti realizzati in un quarto: 6, nel 3° quarto della 19ª giornata contro Rieti (71 – 52);
- Meno punti realizzati in un tempo: 22, due volte, nel 1º tempo della 11ª giornata contro Faenza e nel 2º tempo della 19ª giornata contro Rieti;
- Più punti subiti in un quarto: 30, nel 4° quarto della 26ª giornata contro Ozzano (85 – 87);
- Più punti subiti in un tempo: 53, nel 1º tempo della 25ª giornata contro Faenza (92 – 68);
- Minor sconfitta per differenza punti: -1, alla 2ª giornata contro Jesi (71 – 70);
- Maggior serie di vittorie consecutive: 4, dalla 20ª giornata contro Fiorenzuola (70 – 56) alla 23ª giornata contro Cesena (78 – 63);
- Maggior serie di sconfitte consecutive: 3 due volte, dalla 11ª giornata alla 13ª giornata e dalla 17ª giornata alla 19ª giornata;
- Posizione più alta in classifica: 2ª alla 4ª giornata;
- Posizione più bassa in classifica: 9ª alla 14ª giornata;
- Maggior numero di punti totali in una partita: 176, alla 24ª giornata contro Ancona (92 – 84);
- Minor numero di punti totali in una partita: 118, alla 22ª giornata contro Andrea Costa Imola (56 – 62);
- Numero totale di punti realizzati: 2515;
- Numero totale di punti subiti: 2481;
- Numero totale di assist realizzati: 464;
- Numero totale di rimbalzi realizzati: 1387;
- Numero totale di palle rubate: 219;
- Numero totale di palle perse: 479;
- Numero totale di falli subiti: 731;
- Numero totale di falli commessi: 733.

#### Record personali
- Leader nelle presenze: 35, quattro giocatori[N 1];
- Leader nei minuti totali giocati: 1020, Alessandro Cecchetti;
- Leader di punti totali realizzati: 499, Alessandro Cecchetti;
- Leader di assist totali realizzati: 116, Mattia Coltro;
- Leader nei rimbalzi: 225, Simone Angelucci;
- Leader nelle palle rubate: 41, Mattia Coltro;
- Leader nei tiri totali da due realizzati: 199, Alessandro Cecchetti;
- Leader nei tiri totali da due tentati: 404, Alessandro Cecchetti;
- Leader nei tiri totali da tre realizzati: 80, Gabriele Berra;
- Leader nei tiri totali da tre tentati: 175, Gabriele Berra;
- Leader nei tiri liberi totali realizzati: 110, Mattia Coltro;
- Leader nei tiri liberi totali tentati: 142, Mattia Coltro;
- Miglior percentuale di tiri da due realizzati: 54%, Lorenzo Passoni;
- Miglior percentuale di tiri da tre realizzati: 46%, Gabriele Berra;
- Miglior percentuale di tiri liberi realizzati: 96 %, Umberto Livelli;
- Leader nei falli totali subiti: 146, Mattia Coltro;
- Leader nei falli totali commessi: 99, Simone Angelucci;
- Più punti realizzati in una partita: 28, Alessandro Cecchetti nella 15ª giornata contro Senigallia;
- Più assist realizzati in una partita: 8, tre volte[N 9];
- Più rimbalzi totali in una partita: 14, Alessandro Cecchetti nella 18ª giornata contro Matelica.

## Classifica

### Serie B

#### Girone C
Aggiornata al 7 maggio 2023{| class="wikitable sortable" style="text-align: center; font-size: 90%;"
! width="7%" |
! width="7%" |Pos.
! width="27%" |Squadra
! width="10%" |Pt
! width="7%" |G
! width="7%" |V
! width="7%" |P
! width="7%" |PtF
! width="7%" |PtS
! width="7%" |Dif
! width="45" |SD
|- align="center" style="background:#def"
|
|1.
| style="text-align:left;" |Real Sebastiani Rieti
|50
|28
|25
|3
|2279
|1948
|331
|
|- align="center" style="background:#def"
|
|2.
| style="text-align:left;" |Blacks Faenza
|46
|28
|23
|5
|2307
|2024
|283
|
|- style="background:#def" align="center"
|
|3.
| style="text-align:left;" |Ristopro Fabriano
|38
|28
|19
|9
|2229
|2071
|158
|
|- style="background:#def" align="center"
|
|4.
| style="text-align:left;" |Sinermatic Ozzano
|34
|28
|17
|11
|2278
|2188
|90
| +14
|- style="background:#FFF4B8" align="center"
|
|5.
| style="text-align:left;" |General Contractor Jesi
|34
|28
|17
|11
|2191
|2109
|82
| -14
|- style="background:#FFF4B8" align="center"
|
|6.
| style="text-align:left;" |Bakery Basket Piacenza
|32
|28
|16
|12
|2021
|2009
|12
|
|- style="background:#FFF4B8" align="center"
|
|7.
| style="text-align:left;" |Virtus Imola
|30
|28
|15
|13
|2144
|2104
|40
|
|- style="background:#FFF4B8" align="center"
|
|8.
| style="text-align:left;" |Andrea Costa Imola Basket
|28
|28
|14
|14
|1919
|1947
| -28
|3-1
|- style="background:#FFF4B8" align="center"
|
|9.
| style="text-align:left;" |Pall. Fiorenzuola 1972
|28
|28
|14
|14
|2250
|2235
|15
|2-2
|- style="background:#FFF4B8" align="center"
|
|10.
| style="text-align:left;" |Luciana Mosconi Ancona
|28
|28
|14
|14
|2242
|2265
| -23
|1-3
|- style="background:#FFF4B8" align="center"
|
|11.
| style="text-align:left;" |Pall. Goldengas Senigallia
|26
|28
|13
|15
|2067
|2132
| -65
|
|- style="background:#FFF4B8" align="center"
|
|12.
| style="text-align:left;" |Halley Informatica Matelica
|16
|28
|8
|20
|1953
|2105
| -152
|
|- style="background:#FA8072" align="center"
|
|13.
| style="text-align:left;" |USE Computer Gross Empoli
|12
|28
|6
|22
|1841
|2122
| -281
| +11
|- style="background:#FA8072" align="center"
|
|14.
| style="text-align:left;" |La Patrie San Miniato
|12
|28
|6
|22
|1913
|2031
| -118
| -11
|- align="center" style="background:#FA8072"
|
|15.
| style="text-align:left;" |Tigers Romagna
|6
|28
|3
|25
|1882
|2226
| -344
|
|- align="center" style="background:#DFDFDF"
|
|16.
| style="text-align:left;" |Pall. Firenze
| colspan="9" |Esclusa
|}
      Qualificate ai Play Off
      Ammesse ai Play Out
      Retrocessa direttamente in Serie B Interregionale
Note:
La Pallacanestro Firenze viene esclusa dal campionato il 12 gennaio 2023, tutte le gare disputate vengono annullate, così come vittorie e sconfitte.

#### Play-out (Girone C)
| Pos.      | Squadra 1       | Tot. | Squadra 2         | Gara 1 | Gara 2 | Gara 3 | Gara 4 | Gara 5 |
| --------- | --------------- | ---- | ----------------- | ------ | ------ | ------ | ------ | ------ |
| 5ª vs 12ª | Jesi Academy    | 3-1  | Vigor Matelica    | 72-73  | 86-70  | 91-86  | 85-78  |        |
| 6ª vs 11ª | Bakery Piacenza | 3-1  | Pall. Senigallia  | 74-67  | 71-68  | 69-73  | 67-61  |        |
| 7ª vs 10ª | Virtus Imola    | 3-2  | Stamura Ancona    | 83-68  | 56-70  | 83-88  | 77-76  | 94-89  |
| 8ª vs 9ª  | A. Costa Imola  | 0-3  | Pall. Fiorenzuola | 59-73  | 53-59  | 54-70  |        |        |